# Rivière Désert
Der Rivière Désert ist ein etwa 95 km langer rechter Nebenfluss des Rivière Gatineau in der MRC La Vallée-de-la-Gatineau im Südwesten der kanadischen Provinz Québec.

## Flusslauf
Der Rivière Désert verlässt den Lac Désert an dessen Nordufer. Er durchfließt im Anschluss den Lac Rond und fließt weiter in nordöstlicher Richtung. Westlich von Grand-Remous unweit der Route 117 wendet er sich dann nach Süden und bildet nun zahlreiche enge Flussschlingen. Er passiert die Siedlung Chute-Rouge. Der Rivière de l’Aigle mündet rechtsseitig in den Fluss. Schließlich wendet sich der Rivière Désert nach Osten. Er durchfließt das Zentrum der Kleinstadt Maniwaki und mündet in den nach Süden fließenden Rivière Gatineau.

## Hydrometrie
Am Rivière Désert befindet sich ein Abflusspegel bei Flusskilometer 45. Der Abflusspegel 02LH033 (⊙) liegt oberhalb der Chute Rouge am Fahrweg Chemin Lytton. Der mittlere Abfluss (MQ) für den Messzeitraum 2005–2021 beträgt 26,8 m³/s. Das zugehörige Einzugsgebiet umfasst 1680 km².
Im folgenden Schaubild werden die mittleren monatlichen Abflüsse des Rivière Désert am Pegel 02LH033 oberhalb der Chute Rouge für den Messzeitraum 2005–2021 in m³/s dargestellt.